# Jean Hoffman
Jean Hoffman (Bruxelles, 29 settembre 1893 – ...) è stato un pallanuotista belga, vincitore di una medaglia di bronzo alle olimpiadi di Stoccolma 1912.